# Werbomont
Werbomont (en wallon Werbômont) est une section de la commune belge de Ferrières, située en Région wallonne dans la province de Liège. C'était une commune à part entière avant la fusion des communes de 1977. Werbomont compte deux hameaux : Le Grand-Trixhe et Bosson où se trouvent l'école communale et l'église.

## Géographie

### Situation
Situé sur un plateau ardennais à l'altitude de 440 m., le village se trouve au carrefour de la N30 reliant Liège à Bastogne et de la N66 allant de Huy à Trois-Ponts et à côté de la sortie 48 de l'autoroute E 25 Liège - Luxembourg.

## Démographie
- Sources:INS, Rem:1831 jusqu'en 1970=recensements, 1976= nombre d'habitants au 31 décembre

## Histoire

### La Seconde Guerre Mondiale

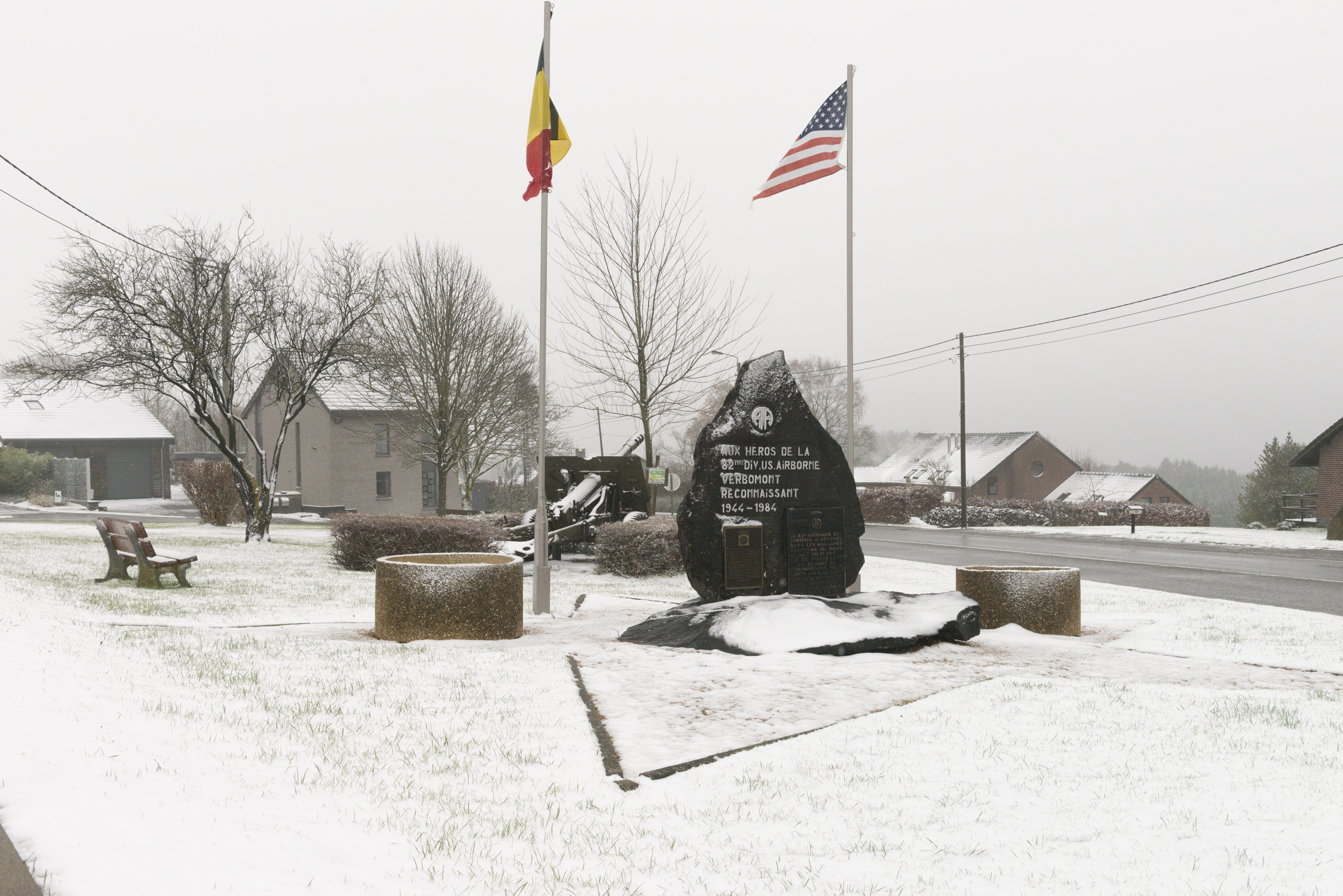
Monument en hommage à la 82e division aéroportée US.

Lors de la bataille des Ardennes, Werbomont est le point de ralliement de la 82e division aéroportée US. Les premiers hommes des 504e Parachute Infantry Regiment (PIR) et 508e PIR arrivent le 18 décembre 1944 vers 17h30. Les généraux Matthew Ridgway et James Gavin y établissent leur quartier général.
En 1984, à l'occasion du 50e anniversaire de la bataille des Ardennes, une stèle est installée route de Stavelot, en hommage aux parachutistes, ainsi qu'un canon Ordnance QF 25 pounder, d'origine britannique.

## Économie

### Activités
Un parc artisanal a été créé en 1996 à côté de la sortie 48 de l'autoroute E 25. De nombreuses entreprises s'y sont implantées. Parmi celles-ci, la fromagerie des Ardennes est installée depuis 2001. Elle produit des fromages biologiques comme le Petit Lathuy, le Cru des Fagnes ou li p'tit rossê.
Werbomont est aussi connu par sa station de contrôle technique automobile.

### Transports
Werbomont est notamment desservi par le bus 1011 Liège - Bastogne - Arlon - Athus.